# Geórgios Polymenákos
Geórgios Polymenákos (en grec moderne : Γεώργιος Πολυμενάκος) est né le 1er juillet 1859 à Areópoli, en Grèce, et mort en 1942 à Athènes. C'est un militaire grec, qui a notamment été commandant-en-chef de l'armée lors de la campagne d'Asie mineure, en 1922.
Geórgios Polymenákos s'engage dans l'armée hellène en 1880. Il participe ensuite à la guerre de Trente jours (1897) et aux guerres balkaniques (1912-1913). Fidèle au roi Constantin Ier pendant la Première Guerre mondiale, il est limogé par Elefthérios Venizélos après le Schisme national (1917). Rappelé dans l'armée en 1920, il s'engage dans la guerre gréco-turque, à la fin de laquelle il est brièvement nommé commandant-en-chef. Ayant quitté l'armée après la Grande Catastrophe, Geórgios Polymenákos reprend temporairement du service en 1927.